# سبزه، خوش‌هیکل، به‌دنبال مردی پولدار
سبزه، خوش‌هیکل، به‌دنبال مردی پولدار (ایتالیایی: Bruna, formosa, cerca superdotato) یک فیلم کمدی سکسی سبک ایتالیایی به کارگردانی آلبرتو کاردونه است که در سال ۱۹۷۳ منتشر شد. این آخرین فیلمِ این کارگردان است. موسیقی متن آن توسط نیکو فیدنکو ساخته شده و گروه موسیقی «لا روزا دی وِنتی» که ترانه‌ی پایانی فیلم با عنوان «در مرز شب» را اجرا می‌کنند، او را همراهی کرده‌اند. این فیلم در فرانسه با عنوان میهمانی جنسی گروهی اکران شد.
فیلم در نسخه اولیه‌اش که با عنوان «برونا، خوش‌اندام، به‌دنبال مردی بسیار توانمند برای تانگو در میلان» نام‌گذاری شده بود، توسط هیئت سانسور رد شد. تهیه‌کنندگان پس از آن فیلم را دوباره تدوین کردند و چندین صحنه را حذف نمودند، از جمله صحنه‌ای که در آن مردی کاملاً برهنه از پشت، در جریان یک اُرجی دیده می‌شود، و همچنین برخی دیالوگ‌هایی که بیش از حد بی‌پرده بودند. علاوه بر این، عنوان فیلم نیز به عنوان فعلی «سبزه، خوش‌هیکل، به‌دنبال مردی پولدار» تغییر یافت.

## گزیدهٔ بازیگران
- اریکا بلانک
- تونی کندال
- فمی بنوسی
- پوپو د لوکا
- جولیانا ریورا
- گابریلا لپوری